# Sergei Lwowitsch Lewizki

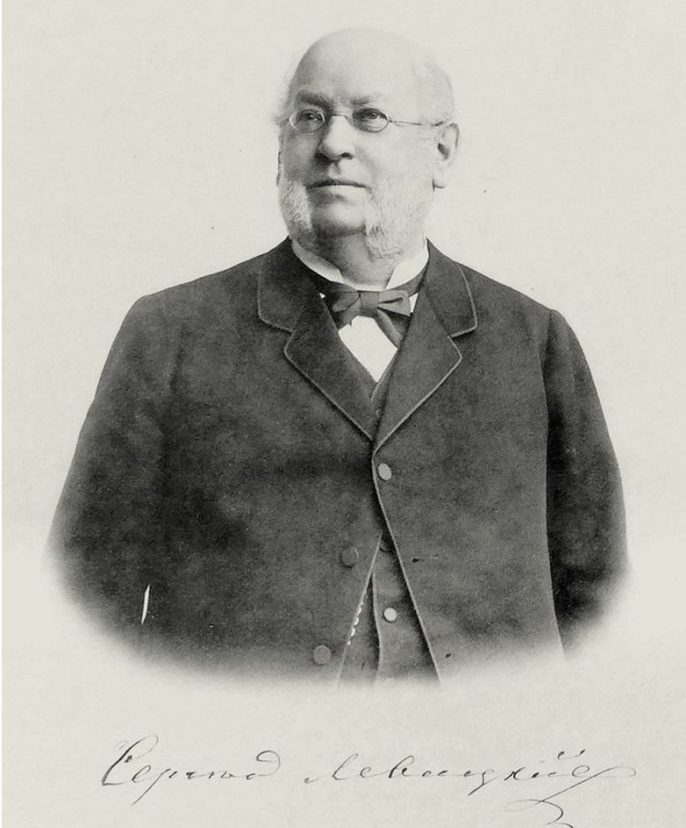
Sergei Lwowitsch Lewizki

Sergei Lwowitsch Lewizki (russisch Сергей Львович Левицкий; * 1819 in Moskau; † 1898 in St. Petersburg) war ein russischer Fotograf.

## Leben
Lewizki war der außereheliche Sohn des Senators Lew Alexejewitsch Jakowlew, der nach dem Frieden von Tilsit Botschafter am Hofe des Königs von Westphalen Jérôme Bonaparte geworden war, und Vetter Alexander Herzens. Lewizki studierte an der juristischen Fakultät der Universität Moskau mit Abschluss 1839 und arbeitete dann in St. Petersburg in der Kanzlei des Innenministers Graf Alexander Stroganow.
Lewizki begeisterte sich für Daguerreotypien und erwarb 1839 einen Aufnahmeapparat. Während einer Inspektionsreise 1842 unter der Leitung Carl Julius Fritzsches in den Kaukasus zur Untersuchung der Mineralwässer bildete sich Lewizki weiter in der Daguerreotypie-Technik aus. 1844 ließ er sich beurlauben und reiste nach Paris zur Verbesserung seines fotografischen Wissens. Er hörte Vorlesungen an der Universität von Paris und lernte Louis Daguerre, den US-Amerikaner Warren T. Thompson und andere Pioniere der Fotografie kennen. 1847 wurde nach Lewizkis Zeichnungen eine Balgenkamera gebaut. Auf der Pariser Industrieausstellung 1849 erhielt Charles Chevalier eine Goldmedaille für Daguerreotypien, die mit seinem Objektiv von Lewizki aufgenommen worden waren (Porträts, Gruppenaufnahmen, Landschaftsaufnahmen aus Pjatigorsk). Während einer Romreise fotografierte Lewizki russische Künstler, darunter das einzig bekannte Foto von Nikolai Gogol.
Nach der Februarrevolution 1848 war Lewizki nach Russland zurückgekehrt und eröffnete im Oktober 1849 in St. Petersburg die Sergei-Lewizki-Daguerreotypie-Anstalt am Newski-Prospekt, wo heute das Singer-Haus steht. Hier bot er als Erster ein Fotostudio mit künstlicher Beleuchtung an und wurde als Lichtbildner bekannt. 1851 erhielt er auf der Great Exhibition die erste Goldmedaille für Fotografien. Ab 1852 arbeitete er für den kaiserlichen Hof. Im Winterpalast nahm er das Paar Alexandra Fjodorowna und Nikolaus I. auf, worauf die Daguerreotypie lithografisch vervielfältigt wurde. 1856 fotografierte er die Krönung Alexanders II. in Moskau unter Benutzung der Kollodium-Nassplatten.
1858 lud Warren Thompson Lewizki ein, sein Atelier in Paris zu leiten, so dass Lewizki 1859 mit Familie nach Paris zurückkehrte und bald ein eigenes Studio eröffnete. Ab 1860 retuschierte er zur Bildbearbeitung die Negative mit einem speziellen Stift der Firma A. W. Faber. 1864 porträtierte er in Fontainebleau Napoleon III. und seine Familie, worauf Lewizki Fotograf Kaiser Napoleons III. wurde und Mitglied der Französischen Fotografischen Gesellschaft. Er besuchte 1865 die Berliner Fotografie-Ausstellung und lernte dort die Arbeiten Henry Peach Robinsons kennen.
Lewizki übergab seinem mitarbeitenden Sohn Rafail Sergejewitsch Lewizki das Pariser Studio und kehrte 1867 nach St. Petersburg zurück, wo er ein neues Studio mit großem Pavillon und besonderem Raum mit Kohlebogenlampenbeleuchtung für Porträtaufnahmen eröffnete. 1877 wurden Lewizki und sein Sohn zu Hofmeistern ernannt, und ihr Studio bekam den Namen Fotografen Ihrer Kaiserlichen Majestäten Lewizki und Sohn.
1878 gründete Lewizki mit Dmitri Mendelejew und Wjatscheslaw Sresnewski die Lichtbild-Abteilung der Russischen Technik-Gesellschaft, deren Vorsitzender er 1886–1891 war. In den 1880er Jahren übergab er seine Fotografie-Einrichtungen an seinen Sohn, blieb aber aktiv in der Russischen Technik-Gesellschaft und wirkte als Sachverständiger oder Juror bei vielen nationalen und internationalen Fotografie-Ausstellungen mit. 1890–1894 wurde auf Wunsch Alexanders III: für Lewizki das vorbildliche Fotografische Haus neben der Kasaner Kathedrale errichtet.
Zu Lewizkis bekanntesten Werken gehören die Porträts von Nikolai Nekrassow, Iwan Turgenew, Iwan Gontscharow, Wladimir Sollogub, Fjodor Tjuttschew, Pjotr Wjasemski, Wassili Botkin, Iwan Panajew, Pawel Annenkow, Dmitri Grigorowitsch, Alexander Herzen, Sergei Wolkonski und Lew Tolstoi.
Lewizki wurde auf dem St. Petersburger Smolensker Friedhof begraben.
1978 beschloss das Pariser Musée d’Orsay, eine fotografische Abteilung auch mit Werken Lewizkis einzurichten. Die Londoner National Portrait Gallery folgte bald, und auch das New Yorker Metropolitan Museum of Art besitzt einige Werke Lewizkis. Das 1992 eröffnete Russische Staatliche Film- und Foto-Archiv in Krasnogorsk enthält Werke Lewizkis.